# Торренс, Роберт Ричард
Сэр Роберт Ричард Торренс (1814 — 31 августа 1884) — австралийский политик и государственный деятель, третий премьер Южной Австралии, больше всего известен как автор простой надёжной системы регистрации прав на землю и недвижимое имущество.

## Биография

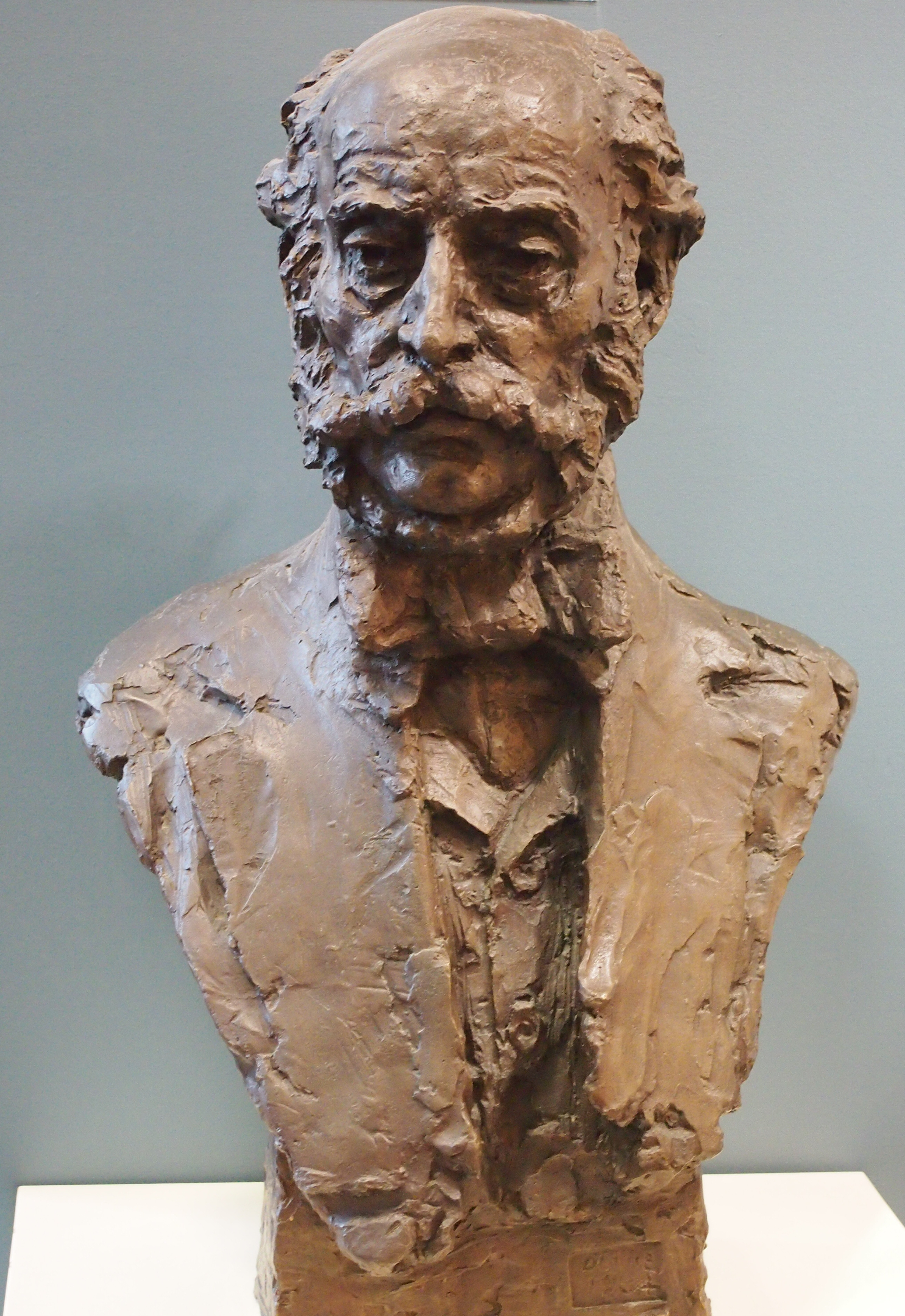
Бюст Роберта Торренса работы скульптора Джона Доуи, стоящий в здании Земельного регистра в Аделаиде

### Ранние годы
Роберт Торренс родился в Корке, Ирландия в 1814 году. Его отец, экономист Роберт Торренс, был одним из основателей колонии Южная Австралия. Роберт Торренс обучался в Тринити-колледже в Дублине и в 1835 году получил там степень магистра. В 1836 году он получил должность таможенного инспектора в порту Лондона, в 1839 году он женился на Барбаре Энсли и вскоре уехал с женой в Южную Австралию. С февраля 1841 года он работал сборщиком таможенных пошлин в порту Аделаиды. В 1851—1857 годах Торренс выдвигался губернатором в законодательный совет колонии, а в 1855 году был назначен в её исполнительный совет. В «ответственном правительстве» Бойла Финнисса, назначенном в октябре 1856 года, Торренс занял должность казначея. На очередных выборах он был избран в законодательное собрание Южной Австралии от округа Аделаида и стал премьером Южной Австралии 1 сентября 1857 года, однако его правительство проработало всего один месяц.

### Закон 1858 года о недвижимом имуществе
В декабре 1857 года Торренс подготовил и провёл через законодательное собрание Южной Австралии «Закон 1858 года о недвижимом имуществе», регулировавший порядок передачи имущества в гражданском обороте и через некоторое время за этим порядком закрепилось название система титулов Торренса.
Согласно системе Торренса вводился новый порядок передачи прав на недвижимое имущество. Параллельно с общепринятой на тот момент процедурой составления нотариально заверенного двустороннего договора, новая предоставляла собственникам возможность зарегистрировать свои права в централизованном публичном реестре имущества. После регистрации имущества в реестре права на имущество, в том числе и само право собственности, могли передаваться через изменение записей в реестра на основании волеизъявления собственника. Всем заинтересованным сторонам государство гарантировало корректность ведения реестра, охрану прав на зарегистрированную собственности, а также немедленное справедливое возмещение ущерба, возникшего из-за ошибок в реестре.
В собрании Южной Австралии Торренсу пришлось преодолеть яростное сопротивление со стороны профессиональных адвокатов и поверенных, лишавшихся значительной части доходов от «проверки чистоты имущества» и «восстановления истории сделок», ставших ненужными благодаря системе. Несколько позже Торренс посетил провинцию Виктория и способствовал внедрению своей системы там. Достоинства системы Торренса были быстро замечены правоведами, в том числе и в России. Постепенно простота и надёжность системы титулов Торренса заслужили ей широкое признание и с тех пор система была внедрена во многих странах по всему миру.

### В Англии
В 1863 году Торренс и его жена вернулись из Австралии и поселились в Англии. Роберт Торренс избирался членом парламента от либералов по округу Кембриджа с 1868 по 1874 годы, написал и издал несколько книг, в том числе и о своей системе регистрации недвижимости.
Сэр Роберт Ричард Торренс скончался 31 августа 1884 года и похоронен в Льюсдоне, графство Девон, Англия. Его жена похоронена рядом с ним.